# KnAAPO

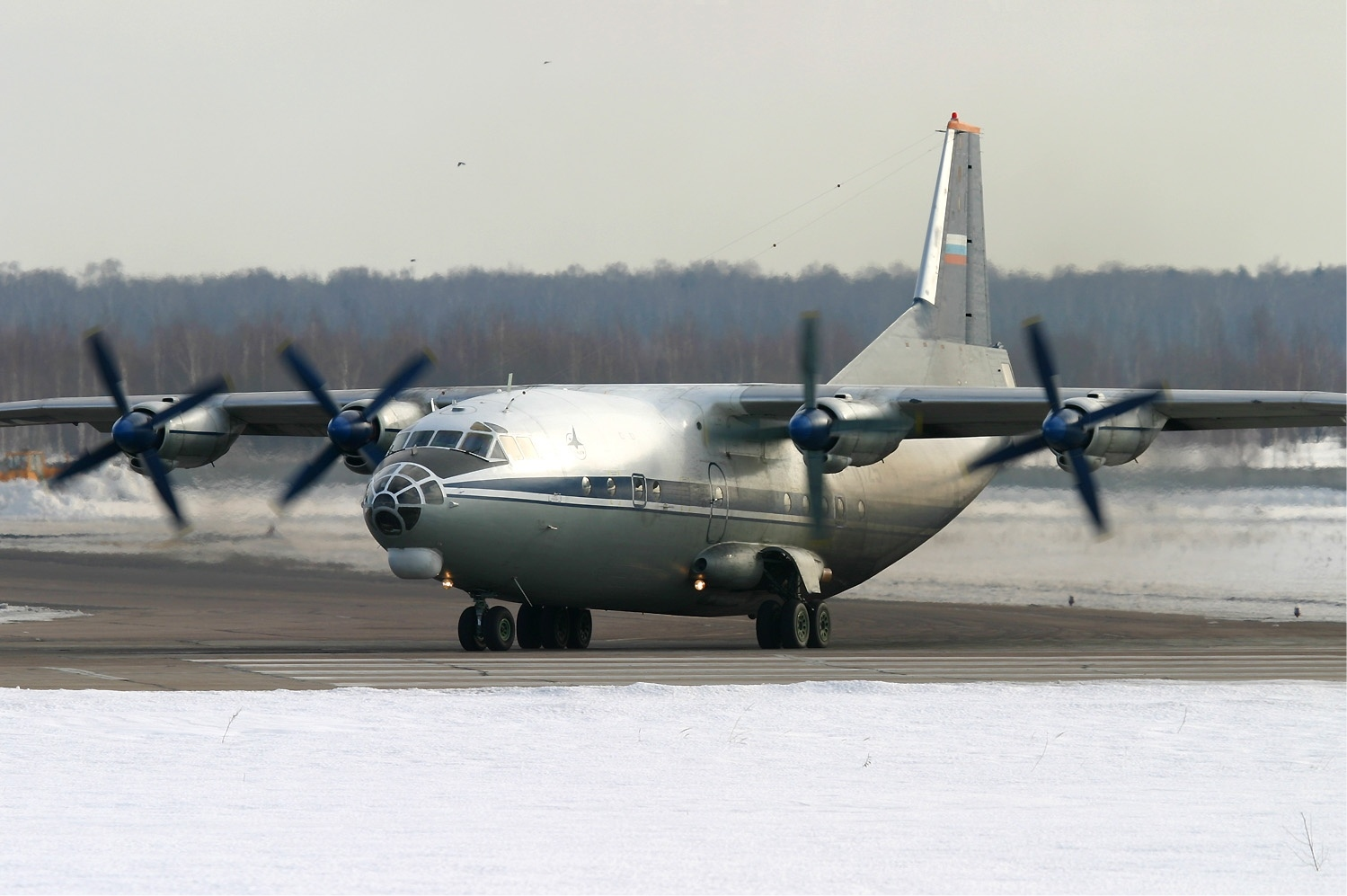
Um KnAAPO Antonov An-12, em Moscovo

A Associação de Produção de Aeronaves Komsomolsk-on-Amur (KnAAPO), baseada em Komsomolsk-on-Amur no Extremo Oriente Russo, é a maior companhia de fabricação de aviões na Rússia.

## Dados Gerais
Atualmente a companhia produz caças Su-27SM/SKM, caças multifunções Su-30MK2, Su-33, Su-27KUB, Be-103, além de outras aeronaves. A linha de montagem para todas as versões do novo Sukhoi Superjet 100 está localizada nas instalações da companhia. Juntamente com a 
Associação de Produção de Aeronaves de Novosibirsk (que focaliza na produção de componentes), a companhia produziu 70 fuselagems de Superjets em 2012.  A KnAAPO também fabrica o Sukhoi Su-57 e começou em agosto de 2021 a produzir o Sukhoi Su-75 Checkmate.
Em 1999 e 2001, a União de Industriais e Empresariados e a Câmara de Comércio e Indústria da Federação Russa concederá a KnAAPO o título de "o melhor empresa russa". 
A companhia é, juntamente com a Khabarovsk Krai's, uma das mais sucedidas, sendo por anos uma das maiores contribuintes no território. 
Acionistas da KnAAPO (JSC):
- United Aircraft Corporation (25.5% das ações)
- “Sukhoi Company“ JSC (74.5% das ações)
- KnAAPO (JSC) possui 5.41% das ações da Sukhoi Design Bureau (JSC)